# 中心街道 (密山市)
中心街道，是中华人民共和国黑龙江省鸡西市密山市下辖的一个乡镇级行政单位。

## 行政区划
中心街道下辖以下地区：
学府社区、城东社区、城北社区、城西社区、阳光社区、园林社区、红卫社区和莲花社区。